# Assolo Tour
Assolo è una tournée realizzata da Claudio Baglioni nel 1986, interamente concepita per gli stadi.
Si tratta del primo tour nella storia della musica in cui un artista si esibisce completamente da solo sul palco, senza band né accompagnamenti. Baglioni, infatti, suona dal vivo pianoforte, tastiera, chitarra, sequencer e altri strumenti, sfruttando la tecnologia MIDI – mai testata prima in un contesto live di tale portata – per orchestrare simultaneamente arrangiamenti, percussioni e basi sonore. L’artista interagisce con diverse tastiere e strumenti a corda, costruendo dal vivo l’intera performance musicale.
La tournée fu un evento senza precedenti anche dal punto di vista del pubblico, registrando una straordinaria affluenza complessiva di oltre un milione di spettatori in tutta Italia.
Dalla tournée è stato tratto l’album dal vivo Assolo, registrato durante il concerto del 1º luglio 1986 allo Stadio San Siro di Milano, davanti a quasi 100.000 spettatori.

## Descrizione
Si tratta del primo tour nella storia della musica in cui un artista si esibisce completamente da solo sul palco, senza band né accompagnamenti. Baglioni suona dal vivo pianoforte, tastiera, chitarra, sequencer e altri strumenti, utilizzando la tecnologia MIDI in modo pionieristico: a differenza di artisti come Howard Jones, che impiegavano dati preregistrati, Baglioni fu il primo al mondo a suonare interamente in diretta, sovrapponendo suoni in tempo reale attraverso strumenti midizzati. Ogni parte della performance – dalle percussioni ai sintetizzatori – veniva gestita manualmente, sfruttando anche parti del corpo come gomiti e petto per attivare suoni e pad.

Baglioni durante una tappa del tour

Il progetto nacque da un'intuizione dello stesso Baglioni, come autoanalisi artistica dopo anni di successi pop. Ritiratosi in montagna, riprese una vecchia chitarra e iniziò a reinterpretare le sue canzoni in forma essenziale. Da qui l’idea di realizzare un disco completamente suonato da solo, con l’aiuto del musicista e produttore Pasquale Minieri, che gli propose l’utilizzo del neonato linguaggio MIDI. Il risultato fu un esperimento musicale ambizioso, al limite della sperimentazione estrema.
Il palco fu progettato con tre postazioni principali: una per le chitarre, una con pianoforte acustico e una tastiera master che controllava fino a sedici tastiere diverse, con suoni variabili in tempo reale. L’effetto finale era quello di un'intera orchestra, ma gestita da un solo esecutore.
Il tour, preceduto da una data sperimentale allo stadio di Lecce nel maggio 1986, si sviluppò poi in decine di concerti, in un continuo "work in progress" arricchito tappa dopo tappa. La tournée raggiunse un’affluenza complessiva di oltre un milione di spettatori.

## Tappe
| Data  | Città                    |
| ----- | ------------------------ |
| 10/05 | Lecce                    |
| 05/06 | Padova                   |
| 10/06 | Cava de' Tirreni         |
| 15/06 | Cosenza                  |
| 19/06 | Torino                   |
| 20/06 | Brescia                  |
| 24/06 | Genova                   |
| 26/06 | Firenze                  |
| 27/06 | Modena                   |
| 28/06 | Modena                   |
| 01/07 | Milano                   |
| 03/07 | Roma                     |
| 05/07 | Perugia                  |
| 07/07 | Napoli                   |
| 09/07 | Benevento                |
| 11/07 | Macerata                 |
| 13/07 | Como                     |
| 14/07 | Alessandria              |
| 19/07 | Cagliari                 |
| 20/07 | Sassari                  |
| 22/07 | Massa                    |
| 23/07 | Tirrenia                 |
| 25/07 | Rimini                   |
| 27/07 | Cisterna di Latina       |
| 28/07 | Civitavecchia            |
| 30/07 | Albenga                  |
| 04/08 | San Benedetto del Tronto |
| 05/08 | Fano                     |
| 07/08 | Monopoli                 |
| 08/08 | Sanzano Lido             |
| 10/08 | Praia a Mare             |
| 12/08 | Palermo                  |
| 13/08 | Messina                  |
| 16/08 | Viareggio                |
| 17/08 | Grosseto                 |
| 13/09 | Sedico (BL)              |
| 15/09 | Varese                   |
| 16/09 | Bergamo                  |
| 18/09 | Verona                   |
| 19/09 | Treviso                  |
| 20/09 | Pistoia                  |
| 22/09 | Livorno                  |

## Formazione
- Claudio Baglioni - chitarre, pianoforte, tastiere, percussioni, sintetizzatori, sequencer MIDI
- Pasqaule Minieri - programmazione sintetizzatori
- Da un'idea di Claudio Baglioni, Pasquale Minieri e Paola Massari con collaborazione di Walter Savelli